# Ni He
Ni He (kinesiska: 泥河) är ett vattendrag i Kina. Det ligger i provinsen Heilongjiang, i den nordöstra delen av landet, omkring 43 kilometer norr om provinshuvudstaden Harbin.
Genomsnittlig årsnederbörd är 753 millimeter. Den regnigaste månaden är juli, med i genomsnitt 195 mm nederbörd, och den torraste är januari, med 7 mm nederbörd.